# Emile Erlanger & Co.
Az Emile Erlanger & Co. francia pénzügyi és befektetési cég volt, amelyet a Németországban született, párizsi bankár Frédéric Émile d'Erlanger báró alapított. Az amerikai polgárháborút követően a rekonstrukció alatt és az után volt aktív. 
D'Erlanger felesége Matilde Slidell, John Slidell Louisiana államból származó kereskedő, ügyvéd és politikus lánya volt.
A cég közismert volt a konföderációnak 1863-ban kibocsátott pamutkötvényeiről. A teljes összeg közel 3 millió fontra rúgott (kb. 14,5 millió USA-dollár), azonban a felek közötti viszony megromlott, és emiatt nem vettek fel több kölcsönt.
A bank 1865 után az Amerika déli vasútvonalainak, valamint területek fejlesztésére fordított francia tőkének a folyósítására szakosodott. 
A bank neve 1928-ban Erlanger Ltd. lett.
1958-ban a bank Leo d'Erlanger elnöksége alatt egyesült a Philip Hill Higginsonnal. A bank neve ekkor Philip Hill Higginson Erlanger Ltd.-re változott.
1965-ben a bank egyesült az M Samuel magánbankkal Hill Samuel & Co. néven, amelyet aztán 1987-ben a TSB Group Plc. vett át, amely 1995-ben maga is egyesült a Lloyds Bankkal Lloyds TSB néven.

## Fordítás
Ez a szócikk részben vagy egészben  az   Emile Erlanger & Co. című angol Wikipédia-szócikk ezen változatának fordításán alapul.  Az eredeti cikk szerkesztőit annak laptörténete sorolja fel. Ez a jelzés csupán a megfogalmazás eredetét és a szerzői jogokat jelzi, nem szolgál a cikkben szereplő információk forrásmegjelöléseként.